# قوندر

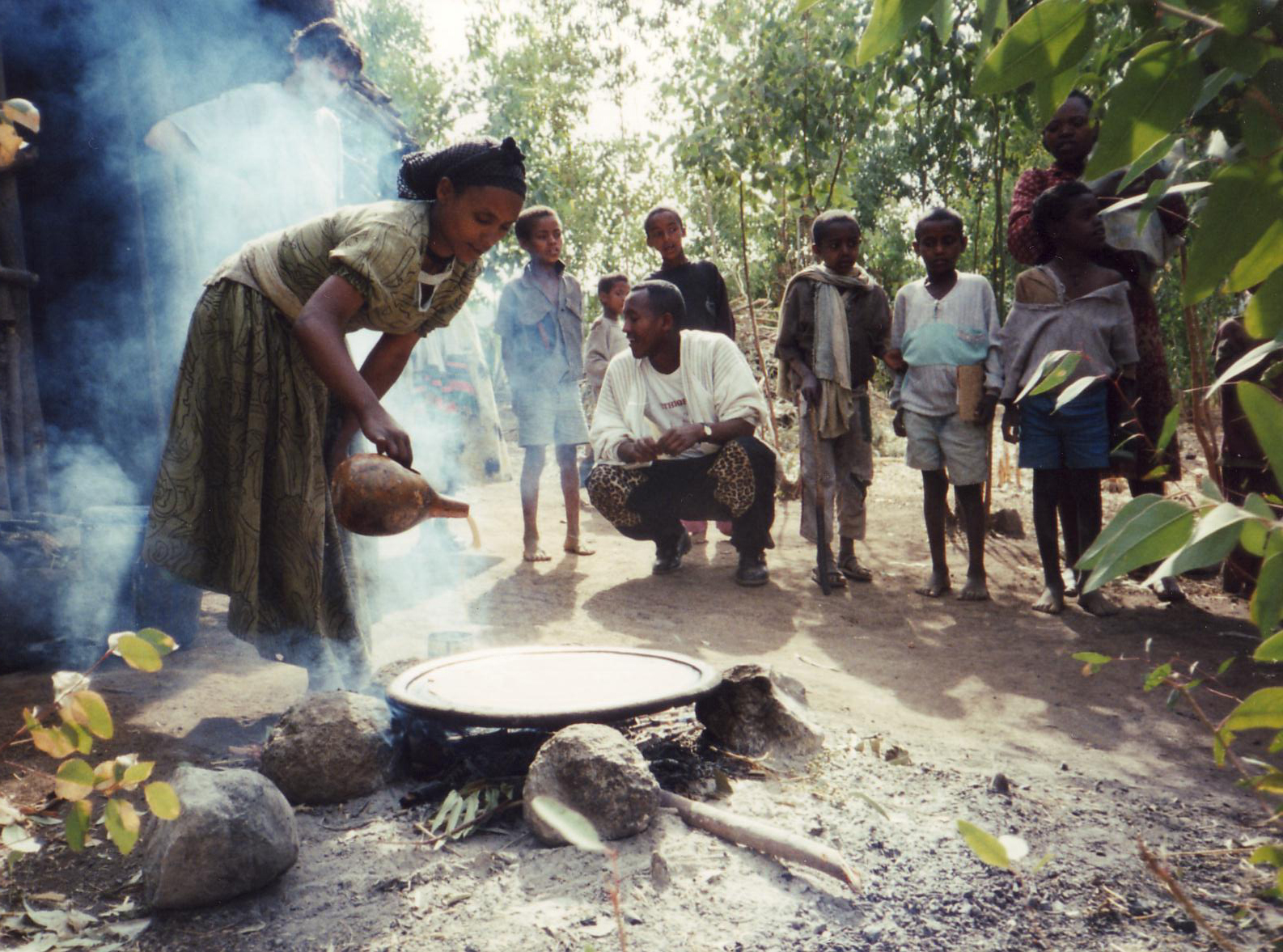
الفلاشا يطبخون، مدينة قوندر، أثيوبيا، 2006

قوندر أو غندار (بالأمهرية: ጎንደር)‏ مدينة إثيوبية، وعاصمة الحبشة قديما، وبها عدة قلاع عتيقة وقصور ملكية.

## السكان
حسب إحصاءات عام 2007 فقد بلغ عدد سكان قوندر 207,044 نسمة، منهم 98,120 رجلا و108,924 امرأة. يدين الأغلبية بالمسيحية الأرثوذكسية بنسبة 84.2% يليها المسلمون بنسبة 11.8% ويشكل البروتستانت نسبة 1.1%.

## توأمة
لقوندر اتفاقيات توأمة مع كل من:
- ريشون لتسيون
- كورفاليس
- مقاطعة مونتغومري (27 سبتمبر 2012 - )[10]